# Норія

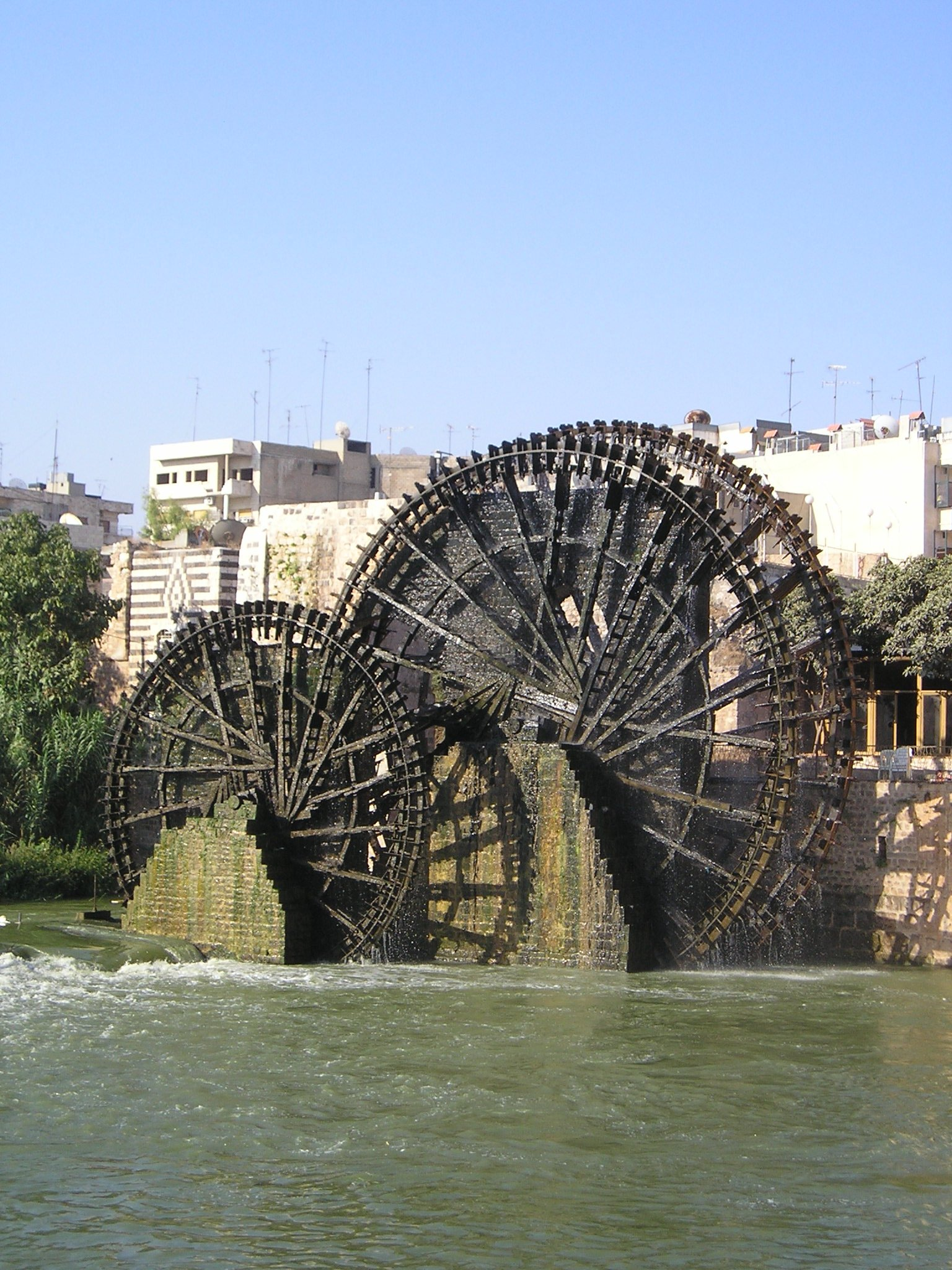
Стародавні зрошувальні норії на Оронті.

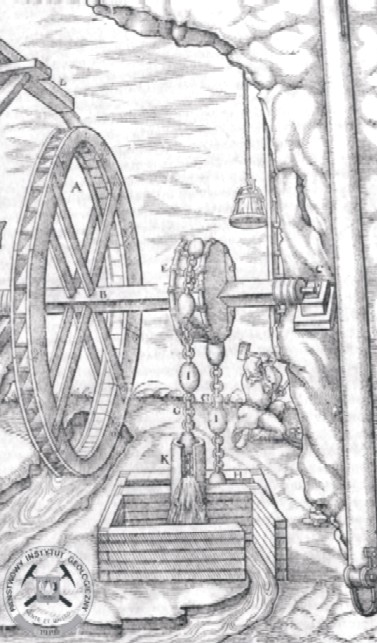
Норія на шахтному водовідливі — вичерпування води кулями. Г. Агрікола, 1556 р.

Но́рія (від араб. ناعورة) — транспортний засіб для переміщення рідини чи сипких матеріалів системою ковшів, що закріплені через певні проміжки на колесі, безкінечній стрічці, ланцюгах або канатах.

## Загальний опис
Транспортування може відбуватися в горизонтальному, вертикальному напрямках та похило з можливістю багаторазових змін кута нахилу. Ковші можуть мати дренажні отвори, якщо транспортування суміщається зі зневодненням. Інша назва — елеватор. Використовуються у гірничій справі. В давнину, а подекуди й досі вживалися для зрошування.
Наводимо уривок з праці Георга Агріколи De Re Metallica (1556 р.), який саме присвячений опису одного з типів норії часів пізнього Середньовіччя (див. рис.):
| Поставом труб вода піднімається кулями, підвішеними до ланцюга, з підстовбура до штольні. Тут вода виливається зі зливного отвора верхньої труби у водовідвідну канавку. Кулі, за допомогою яких піднімається вода, з'єднані з залізними кільцями підіймального ланцюга. Відстань між кулями становить 6 футів. Кулі виготовляються з кінського волоса і обшиваються шкірою для того, щоб їх не могли пошкодити залізні скоби ланцюгового барабана. Розмір куль такий, що їх можна охопити двома руками. Якщо машина встановлена безпосередньо під земною поверхнею, то вода струмка, що приводить в рух колесо, підводиться по жолобу, розташованому на поверхні; якщо ж машина встановлена в штольні, - то по жолобу, прокладеному під землею. Під напором води лопаті безперервно обертають колесо, а одночасно обертається і ланцюговий барабан. При цьому піднімається ланцюг і за допомогою куль вибирає воду. При діаметрі колеса 24 фути норія піднімає воду з шахтного стовбура глибиною 210 футів, при діаметрі колеса 30 футів – зі стовбура глибиною 240 футів[1]. |